# Сны (фильм, 1990)
«Сны» (яп. 夢 юмэ), (англ. Dreams) или «Сны Акиры Куросавы» — фильм японского кинорежиссёра Акиры Куросавы. Состоит из восьми небольших новелл, затрагивающих взаимоотношения человека с окружающим миром, с жизнью и смертью: «Солнце, светящее сквозь дождь», «Персиковый сад», «Буран», «Туннель», «Вороны», «Гора Фудзи в красном», «Плачущий демон», «Деревня водяных мельниц». В фильме использована компьютерная графика от ILM, которая тогда только входила в моду.
Фильм задумывался Куросавой как последний. Он снимал его в возрасте восьмидесяти лет. Однако после «Снов» до своей смерти Куросава снял ещё два фильма.
Показ фильма открывал 43-й Каннский кинофестиваль в мае 1990 года.

## Сюжет

### «Солнечный свет сквозь дождь»
Начало в 2:00
По старинному японскому преданию, когда идёт кицунэ но ёмэири («слепой дождь»), кицунэ празднуют свадьбу. Маленький мальчик, вопреки запретам увидевший их свадебную процессию (в фильме изображены людьми в масках), находит дома меч, который ему оставили кицунэ, дабы он искупил свою вину самоубийством. Прощение он может получить только от самих кицунэ, которые, согласно преданию, живут под радугой. Отвергнутый собственной семьёй за провинность, мальчик проходит сквозь лес, выходит на луг и видит радугу, появившуюся на небе после дождя.

### «Персиковый сад»
Начало в 12:50
Мальчик, следуя за странной девочкой, встречается с духами персиковых деревьев, из вырубленного его родственниками сада, стоявшего на склоне. Мальчик плачет о судьбе сада, а духи поднимают его на смех: по их мнению, он просто любит есть персики. На это он горячо возражает: персики всегда можно купить на рынке, но нельзя купить персиковый сад в цвету. Тогда духи решают дать ему полюбоваться любимым цветущим садом в последний раз. В конце представления чудо внезапно пропадает и он видит только пни и одинокое молодое цветущее деревце, который он принял за девочку.

### «Снежная буря»
Начало в 25:45
Группа альпинистов идёт сквозь буран к лагерю. Путь их сложен, силы на исходе, они блуждают не первый день. Постепенно буря одолевает их, большинство решает сдаться. И только один альпинист настаивает на необходимости идти дальше. Группа всё же решает передохнуть. В метели альпинисту, призывавшему не сдаваться, является смерть в образе женщины, которая хочет укрыть его покрывалом. Альпинист приходит в сознание и пытается разбудить остальных. Неожиданно метель заканчивается и оказывается, что лагерь находится от них в нескольких шагах.

### «Туннель»
Начало в 44:45
Японский офицер возвращается из плена домой после капитуляции Японии, на пути проходит мрачный туннель, который с одного конца охраняет злобный пёс (возможно, Цербер). На выходе из туннеля его начинает преследовать его рядовой, умерший у него на руках, которого ждут дома его родители. Потом из мрака выходит взвод погибших солдат, рапортующих о том, что «потерь нет». Их лица окрашены в белый цвет. Офицер испытывает угрызения совести от того, что его подчинённые погибли, а он жив, но ничего не может с этим поделать. Его солдаты так же преданно ждут его приказов и он отправляет их обратно в мрак, из которого они вышли.

### «Воро́ны»
Начало в 63:00
«Пшеничное поле с воронами» — картина Винсента Ван Гога. Японский художник, рассматривая в музее работы Ван Гога, втягивается в их атмосферу и совершает виртуальное путешествие по местам и сюжетам картин, где встречается с их автором. Ван Гог спрашивает, почему тот не работает? Нельзя терять времени! Художник безуспешно пытается угнаться за мастером, который в конце концов предстаёт в образе несущегося локомотива.

### «ГораФудзив красном»
Начало в 73:20
Авария на АЭС (взрывы всех атомных реакторов) в окрестностях горы Фудзи. Ужас и паника, все пытаются убежать, хотя знают, что некуда. В воздухе облака плутония-239, стронция-90, цезия-137, а один из виновников рассказывает, чем они грозят.

### «Плачущий демон»
Начало в 81:00
Человек встречает однорогого демона. Тот рассказывает ему о мутациях, происходящих с растениями, животными и даже демонами, из-за радиоактивности. Также показывает трёхрогих демонов, которые хотя и «были важными персонами в жизни и сейчас пытаются всем управлять», но сильно страдают от боли из-за своих рогов (грехов).

### «Деревня водяных мельниц»
Начало в 98:30
Молодой человек беседует с 103-летним стариком из захолустной деревеньки. В этой деревне нет никаких «благ» цивилизации, но старик убеждает, что зато все пользуются простыми радостями жизни и вследствие этого живут долго. Потом он уходит на весёлые похороны своей первой любви, умершей в 99-летнем возрасте.

## В ролях
- Акира Тэрао — я
- Мицуко Байсё — мать
- Миэко Харада — снежная фея
- Тосиэ Негиси — мать с ребёнком
- Ёситака Дзуси — рядовой Ногути
- Хисаси Игава — работник АЭС
- Тосукэ Икария — плачущий демон
- Тисю Рю — старик
- Мартин Скорсезе — Винсент Ван Гог

## Музыкальное оформление
Помимо оригинальной музыки Куросава использует (в последней новелле и на заключительных титрах) музыку из оркестровой сюиты М. М. Ипполитова-Иванова «Кавказские эскизы» (1894).

## Награды и номинации
- 1991 — премия Японской Киноакадемии за лучшую музыку к фильму (Синъитиро Икэбэ)
- 1991 — 7 номинаций на премию Японской киноакадемии: лучший фильм, лучший режиссёр (Акира Куросава), лучшая операторская работа (Такао Сайто, Содзи Уэда), лучшая работа художника (Ёсиро Мураки, Акира Сакураги), лучшее освещение (Такэси Сано), лучший звук (Кэнити Бэнитани), лучшая актриса второго плана (Миэко Харада)
- 1991 — номинация на премию «Золотой глобус» за лучший фильм на иностранном языке
- 1991 — две премии «Майнити»: лучшая операторская работа (Такао Сайто, Содзи Уэда), лучшая музыка к фильму (Синъитиро Икэбэ)

## Критика
Фильм получил смешанные отзывы, в то время как на Rotten Tomatoes рейтинг одобрения критиков составил 65 % из 26 рецензий. Рейтинг одобрения зрителей составил 86 %.